# Caponina papamanga
Espèce
Caponina papamanga est une espèce d'araignées aranéomorphes de la famille des Caponiidae.

## Distribution
Cette espèce est endémique du Pará au Brésil,. Elle se rencontre à Belterra.

## Description
Caponina papamanga compte quatre yeux. Le mâle holotype mesure 3,10 mm.

## Étymologie
Son nom d'espèce lui a été donné en référence au surnom des habitants de Belterra.

## Publication originale
- Brescovit & Sánchez-Ruiz, 2013 : The first species of the genus Caponina from Brazilian Amazonia (Araneae: Caponiidae). Zootaxa, no 3640 (2), p. 296-298.